# Nick Ferretti
Nick Ferretti (* 6. Januar 1990 als Nicholas Ferretti in Nelson) ist ein neuseeländischer Sänger. 2019 belegte er den zweiten Platz bei der Castingshow Deutschland sucht den Superstar (DSDS). 2020 gewann Ferretti die 14. Staffel von Das Supertalent.

## Leben
Ferretti war als Straßenkünstler in Palma de Mallorca tätig, bevor Dieter Bohlen ihm dort eine Teilnahme an seiner Show Deutschland sucht den Superstar vorschlug. Bei der 16. Staffel der Castingshow belegte er hinter Davin Herbrüggen den zweiten Platz.
Am 19. Dezember 2020 gewann er die 14. Staffel von Das Supertalent. Er ist Vater zweier Kinder.

## Diskografie
Album
- 2014: Back to the Dust[5]

Singles
- 2019: Anyone Else
- 2019: Running Towards You
- 2020: Out of Your Way Tonight